# دنیل دی-لوئیس
سِر دنیل مایکل بلیک دی-لوئیس (انگلیسی: Sir Daniel Michael Blake Day-Lewis؛ زادهٔ ۲۹ آوریل ۱۹۵۷) بازیگر انگلستانی است. او را غالباً یکی از برترین بازیگران تاریخ توصیف می‌کنند. در سال ۲۰۱۲، مجله تایم دی-لوئیس را «بزرگ‌ترین بازیگر جهان» نامید و در ۲۰۲۰، نام او در فهرست نیویورک تایمز از ۲۵ بازیگر برتر قرن بیست و یکم آمد. او در ژوئن ۲۰۱۴، در جریان مراسم تولد ملکه انگلستان به دریافت عنوان شوالیه مفتخر شد.
علیرغم اینکه در مدرسه بریستول به شیوه مرسوم و عادی، بازیگری را آموزش می‌دادند، دی-لوئیس تصمیم گرفت که از سبک متد اکتینگ استفاده کند. به خاطر همین است در فیلم‌هایی که بازی می‌کند، خود را وقف نقشش می‌کند و همچنین به تحقیق دربارهٔ نقش‌هایش مشهور است. او معمولاً در تمام زمان فیلمبرداری در نقش باقی می‌ماند؛ حتی اگر به سلامتی‌اش آسیب برساند یا برایش مضر باشد. دی-لوئیس به عنوان یکی از گزیده‌کارترین بازیگران صنعت فیلم‌سازی شناخته می‌شود، به‌طوری‌که از سال ۱۹۹۸ به بعد او تنها در شش فیلم به ایفای نقش پرداخته و تقریباً بین هریک از فیلم‌هایش پنج سال فاصله افتاده است. او به شدت از زندگی شخصی‌اش حفاظت می‌کند به گونه‌ای که در تمام این سال‌ها به ندرت مصاحبه کرده و در انظار عمومی ظاهر شده است.
دی-لوئیس در بیشتر سال‌های دههٔ ۸۰ میلادی، هم در تئاتر حضور داشت هم در سینما. عضویت در «شرکت رویال شکسپیر» و بازی کردن نقش رومئو در نمایش رومئو و ژولیت و بازی به جای فلوت در نمایش رؤیای شب نیمه تابستان از جمله فعالیت‌های وی در تئاتر بود. در سال‌های ۱۹۸۴ و ۱۹۸۵ به ترتیب در فیلم‌های باونتی و رختشویخانه زیبای من ظاهر شد. اولین ایفای نقش او که هم نظر منتقدان و هم نظر مردم را جلب کرد، در فیلم اتاقی با یک چشم‌انداز (۱۹۸۵) بود. بعد از آن، او در فیلم سبکی تحمل‌ناپذیر هستی (۱۹۸۸) بازی کرد.
دی-لوئیس جوایز متعددی به دست آورده که مهم‌ترین آن سه جایزهٔ اسکار بهترین بازیگر مرد برای فیلم‌های پای چپ من (۱۹۸۹)، خون به پا خواهد شد (۲۰۰۷) و لینکلن (۲۰۱۲) است، که او را به تنها بازیگر دارندهٔ این عنوان بدل کرده است. او همچنین جزو سه بازیگر مردیست که سه اسکار دارد و برای فیلم‌های به نام پدر (۱۹۹۳)، دارودسته‌های نیویورکی (۲۰۰۲) و رشته خیال (۲۰۱۷) نیز نامزد دریافت این جایزه شده است. او چهار جایزه بفتا، سه جایزه از انجمن بازیگران فیلم و دو گلدن گلوب نیز در کارنامه خود دارد و همچنین تنها بازیگری است که توانسته دوبار پنج جایزه حرفه‌ای سینما (شامل اسکار، بفتا، انجمن منتقدان، گلدن گلوب و انجمن بازیگران) را کسب کند. دی-لوئیس اعلام کرد که در سال ۲۰۱۷ بازنشسته می‌شود، اما در سال ۲۰۲۴ به بازیگری بازگشت.

## اوایل زندگی
دی-لوئیس در کنزینگتون، لندن زاده شد. پدر او، شاعر معروف، سیسیل دی-لوئیس و مادرش، بازیگر انگلیسی، جیل بالکن می‌باشند. پدر او در بالینتابرت، کنت لوییس، ایرلند به دنیا آمد و از پروتستانتهای سبک «آنگلو-آیریش» با عقبه‌ای انگلیسی بود. سیسیل زندگی در لندن را از دو سالگی شروع کرد و بعدها به مدت چهار سال ملک الشعرای بریتانیا شد. مادر دی-لوئیس یهودی بود و اجداد وی آن دسته از یهودیانی بودند که از لتونی و لهستان به انگلستان مهاجرت کرده بودند. پدربزرگ مادری وی، سر مایکل بالکن، رئیس استودیوهای ایلینگ بود. دو سال بعد از تولد دی-لوئیس، خانواده او به کرومزهیل، گرینویچ در جنوب شرقی لندن نقل مکان کردند. جایی که دی-لوئیس با خواهر بزرگترش، تاماسین، بزرگ شد. تاماسین آشپز برنامه‌های تلویزیونی و مستندساز می‌باشد.
با زندگی در گرینویچ، دی-لوئیس خود را میان بچه‌های جنوب شهر لندن یافت. او تحصیلات ابتدایی خود را در مدرسه‌های اینویکتیا و شرینگتون گذراند. بچه‌ها او را به خاطر «یهودی» و «شیک» بودنش اذیت می‌کردند و به او زور می‌گفتند. هر چه بیشتر زمان می‌گذشت، او به لهجهٔ محلی تسلط کامل پیدا می‌کرد و رفتارش را بهبود می‌بخشید تا جایی که به خوشنامی مشهور شد. با بالا رفتن سن دی-لوئیس، مشکلاتی برایش به وجود آمد. او در دوران جوانی بی‌اختیار با خودش حرف می‌زد و معمولاً به خاطر دزدی از فروشگاه و جرایم کوچک‌تر به دردسر می‌افتاد.
در سال ۱۹۶۸، والدین دی-لوئیس وقتی رفتار او را این‌گونه دیدند او را به مدرسهٔ خصوصی سِوِناکس در کنت فرستادند. سوناکس مدرسه‌ای شبانه‌روزی بود. دی-لوئیس در این مدرسه به سه رشته علاقه پیدا کرد که آن‌ها نجاری، ماهی‌گیری و بازیگری بودند. اشتیاق او برای مدرسه رفتن بیشتر شد و بعد از دو سال تحصیل در سوانکس به مدرسهٔ خصوصی دیگری به نام بِدالس در پیترسفیلد، همپشایر منتقل شد. دی-لوئیس در این مدرسه به دلیل حضور خواهرش آرامش بیشتری داشت در نتیجه خلاق‌تر شد. این انتقال او را به سمت بازی در اولین نقشش هدایت کرد. فیلم یکشنبه خونین یکشنبه اولین فیلم دی-لوئیس بود. او زمانی که در این فیلم بازی کرد تنها چهارده سالش بود و نقش بچه‌ای خرابکار را داشت. او این تجربه را با کلمهٔ «بهشت» توصیف کرد و گفت: «به من گفتند دو پوند به تو می‌دهیم و تو هم با یک بطری شکسته روی تمام ماشین‌های پارک شده در اطراف کلیسا خط بنداز!»

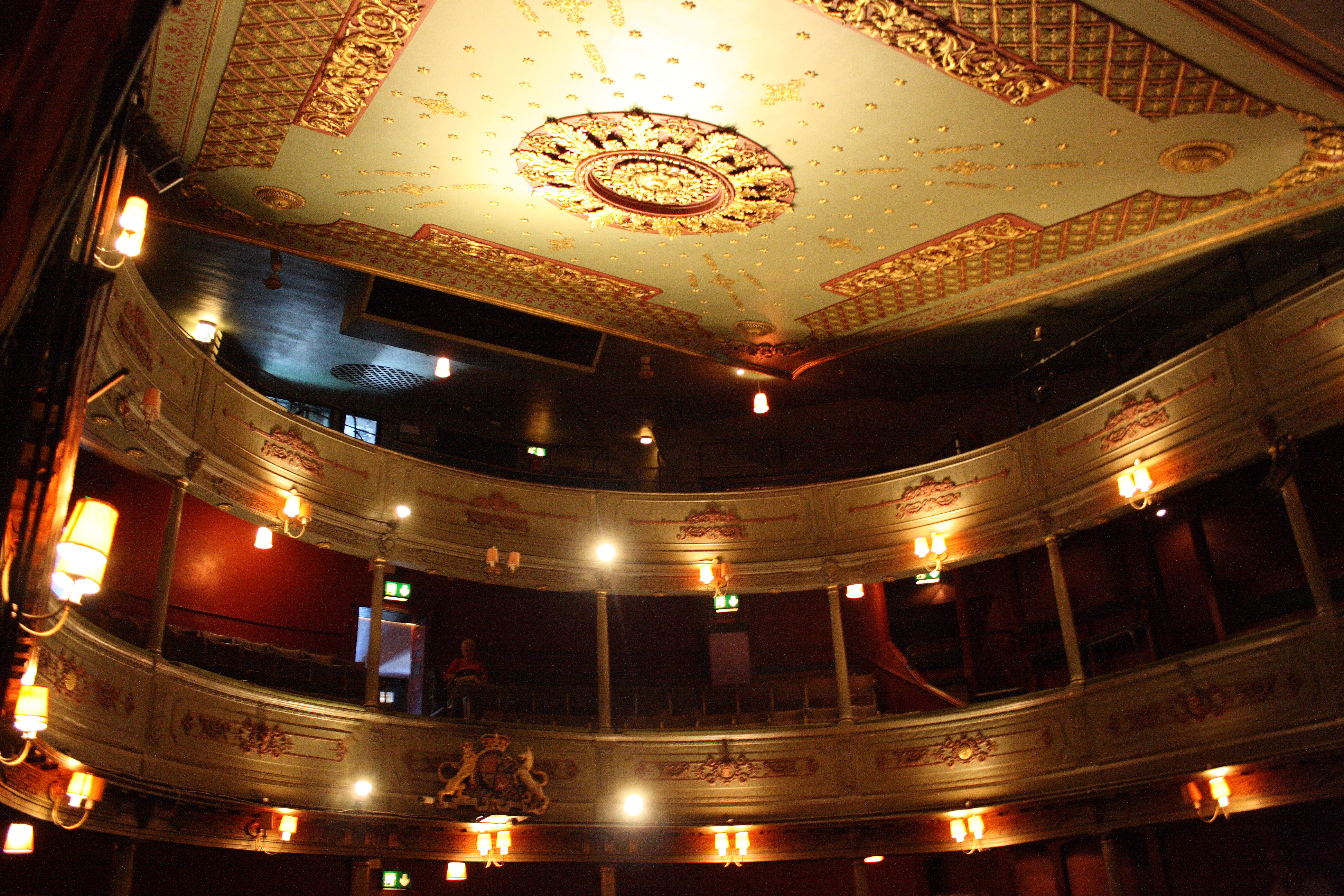
نمایی از تئاتر رویال در بریستول الد ویک که دی-لوئیس در آنجا اجرا می‌کرد. او این تئاتر را «زیباترین تئاتر در انگلستان» نامید.

برای چند هفته در سال ۱۹۷۲، او و خانواده‌اش در لمونز، شمال لندن، در خانهٔ کینگزلی آمیس و الیزابت جین هاوارد زندگی کردند. سیسل دی-لوئیس سرطان داشت، به خاطر همین هاوارد آن‌ها را به لمونز دعوت کرد تا هم مکانی برای استراحت داشته باشند هم درمان اما چیزی نگذشت که سیسل در ماه مِه همان سال درگذشت.
با ترک کردن مدرسه بدالس در سال ۱۹۷۵، رفتارهای نادرست دی-لوئیس کاهش یافته و به نوعی به بلوغ فکری رسیده بود و نیاز داشت که حرفه خود را انتخاب کند و تصمیم بگیرد که چه کاری برایش بهتر است. با اینکه او روی صحنه نمایش «تئاتر ملی جوانان» درخشیده بود، درخواستی برای شرکت در یک دوره پنج ساله کابینت‌سازی ارائه داد اما به دلیل نداشتن تجربه کافی درخواست وی رد شد. بعد از آن در مدرسه تئاتر بریستول الد ویک پذیرفته شد و به مدت سه سال در آنجا حضور داشت تا در نهایت به اجرا در تئاتر شهر بریستول پرداخت. او در این تئاتر هنرپیشه علی‌البدل پیت پاستویت شد؛ کسی که بعدها در فیلم به نام پدر با دی-لوئیس بازی کرد.
جان هارتوچ، معلم بازیگری دی-لوئیس در بریستول، دربارهٔ او می‌گوید:
| ” | همیشه یک چیزی دربارهٔ او بود. او ساکت و مؤدب بود ولی کاملاً روی کارش تمرکز داشت - دنیل کیفیت لازم برای این کار را دارا بود و به نظر می‌رسید درون خود آتشی افکنده که هر لحظه امکان زبانه کشیدن آن وجود دارد. او عملکرد خاصی از خود نشان می‌داد به‌طور مثال وقتی دانش آموزان نقش‌هایشان را در نمایش دشمن طبقاتی بازی کردند، درخشش او برای همهٔ ما آشکار شد. چیزهایی را از او می‌دیدیم که به ما گوشزد می‌کرد فرد ویژه‌ای را در دستانمان داریم. | “ |

## فعالیت حرفه‌ای

### دهه ۱۹۸۰
در اوایل دهه ۸۰ میلادی، دی-لوئس هم در تئاتر حضور داشت، هم در تلویزیون. از کارهای او در تلویزیون می‌توان به سرما در مه (در این سریال نقش فردی نابالغ و ناتوان را بازی کرد) و چند مایل تا بابل؟ (در نقش افسری ظاهر شد که در جنگ جهانی اول، در دوراهی وفاداری بین ایرلند و بریتانیا مانده است)، محصول شبکه بی‌بی‌سی، اشاره کرد. یازده سال بعد از اولین نقش آفرینی‌اش، دی-لوئیس حرفه کاری خود را با بازی در فیلم گاندی (۱۹۸۲) ادامه داد. جایی که او نقش دزد خیابانی را داشت که برای گاندی قلدری می‌کرد. در اواخر سال ۱۹۸۲، او با بازی در نمایش کشوری دیگر، پله‌های ترقی را در تئاتر به سرعت پیمود. در سال ۱۹۸۳، او برای بازی در نقش جان فریر در فیلم باونتی در نظر گرفته شد و در نهایت به ایفای این نقش پرداخت. بعد از باونتی، او به شرکت رویال شکسپیر ملحق شد و نقش‌های رومئو و فلوت را به ترتیب در نمایش‌های رومئو و ژولیت و رؤیای شب نیمه تابستان بازی کرد.
در سال ۱۹۸۵، بازی در فیلم رختشویخانه زیبای من به کارگردانی استیون فریرز، برای دی-لوئیس تحسین منتقدان را به دنبال داشت. داستان این فیلم در دوره نخست‌وزیری مارگارت تاچر، در دهه ۸۰ میلادی و در لندن، اتفاق می‌افتاد و دی-لوئیس نقش همجنسگرایی را بازی می‌کرد که در رابطه‌ای بین نژادی قرار گرفته است. این اثر، اولین فیلمی از دی-لوئیس بود که در فهرست ۱۰۰ فیلم برتر بریتانیایی بنیاد فیلم بریتانیا، با رتبه ۵۰، قرار گرفت، چراکه او دو فیلم دیگر نیز در این فهرست دارد.
دی-لوئس بار دیگر با بازی در فیلم اتاقی با یک چشم‌انداز، اقتباسی از رمان ادوارد مورگان فورستر، توجه مردم را جلب کرد. این فیلم داستانی مربوط به دوره ادواردیان (اوایل قرن بیستم میلادی در انگلستان) را روایت می‌کرد. او در این فیلم، با بازی در نقش سیسیل وایس، نامزد عالی‌رتبه نقش اصلی فیلم، نقشی کاملاً متفاوت را به تصویر کشید. در سال ۱۹۸۷، او بازی در اقتباس فیلیپ کافمن از میلان کوندرا به نام سبکی تحمل‌ناپذیر هستی را پذیرفت. دی-لوئیس در این فیلم نقش جراحی اهل کشور چک را بازی کرد که روابط عاشقانه‌اش با وارد شدن زنی در زندگی‌اش به کلی دگرگون می‌شود. او برای این فیلم زبان چکی آموخت و حاضر نشد در هشت ماه صحنه برداری، لهجه چکی‌اش را، چه در زمان فیلمبرداری و چه در زندگی عادی، ترک کند. در همین دوره بود که دی-لوئیس و دیگر بازیگران بریتانیایی مثل گری اولدمن، کالین فرث، تیم راث و بروس پین، «بریت پک» نامیده شدند.
در سال ۱۹۸۹، دی-لوئیس با بازی در فیلم پای چپ من به کارگردانی جیم شریدان، در نقش کریستی براون، ظاهر شد. او در این فیلم، به‌طور کامل، از سبک متد اکتینگ استفاده کرد و توانست جوایز متعددی، از جمله جایزه اسکار بهترین بازیگر نقش اول مرد و جایزه بفتای بهترین بازیگر نقش اول مرد، را ازآن خود کند. براون، نویسنده و نقّاش مبتلا به فلج مغزی بود و تنها می‌توانست پای چپ خود را کنترل کند. دی-لوئیس برای اینکه خود را آماده ایفای این نقش کند، به صورت مکرر، به «کلینیک سندی مونت» در دوبلین می‌رفت و در آنجا با افراد مختلفی با ناتوانی‌های متفاوت ارتباط دوستانه برقرار کرد، بعضی از این افراد حتی نمی‌توانستند صحبت کنند. او به هنگام صحنه برداری فیلم، حاضر نشد که از نقشش بیرون بیاید. بخاطر اینکه دی-لوئیس نقش فردی فلج را بازی می‌کرد، مجبور بود با ویلچر سر صحنه حاضر شود. به همین دلیل اعضای گروه فیلمبرداری او را جلوی دوربین می‌بردند و به او غذا می‌دادند. او همچنین برای بهتر شدن ایفای نقشش، به قدری با جنبه‌های درونی زندگی کریستی وفق گرفته بود که حتی همانند او خجالت می‌کشید. شایعه شده بود، او برای اینکه بتواند همانند فلج‌ها روی ویلچر بنشیند، دوتا از دنده‌هایش را شکسته است اما در سال ۲۰۱۳ در جشنواره بین‌المللی سنتا باربارا آن را تکذیب کرد.
دی-لوئیس در سال ۱۹۸۹ بار دیگر به صحنه تئاتر بازگشت تا در نمایش هملت به کارگردانی ریچارد آیر، در تئاتر ملی سلطنتی، بازی کند اما در حین اجرای تئاتر، در صحنه‌ای که روح پدر هملت قبل از او باید به روی صحنه می‌رفت، به یکباره غش کرد. او شروع به گریه کردن کرد، به‌طوری‌که حتی نمی‌توانست خود را کنترل کند، و بعد از آن دیگر روی صحنه برنگشت. جرمی نورثام به جای دی-لوئیس در این نقش حاضر شد و توانست اجرای بی نقصی را از خودش به جا بگذارد. البته ایان چارلسون برای ادامه این نقش انتخاب شده بود، اما بیماری اجازه حضور در این نمایش را به او نداد. دی-لوئیس بعدها اقرار کرد که روح پدر خودش را دیده است به همین دلیل از آن به بعد دیگر هیچوقت حاضر نشد روی صحنه تئاتر حاضر شود.

### دهه ۱۹۹۰
در سال ۱۹۹۲، تقریباً سه سال بعد از بردن اسکار، آخرین موهیکان اکران شد. دی-لوئیس برای این فیلم به کارگردانی مایکل مان نیز شروع به تحقیقات گسترده‌ای کرد و دوره‌های بسیار سنگینی را برای کم کردن وزنش پشت سر گذاشت. او که به خاطر سابقه‌اش در نجاری، مهارت فراوانی در کار با چوب داشت و برای هر چه بهتر اجرا کردن نقشش شروع به زندگی در جنگل کرد، برای خود قایق درست کرد، دست به ماهیگیری و شکار زد و یادگرفت چگونه از پوست حیوانات لباس تهیه کند. او حتی تفنگش را هم با خود به فیلم آورد. گفته می‌شود در مراسم شب کریسمس هم با همین تفنگ درازش سر میز شام حاضر شده بود.

داستان‌های غوطه‌وری او در نقش‌هایش مفصل است. دی-لوئیس برای بازی در نقش گری کانلون در به نام پدر، به دلیل استفاده از خوراک زندان ۱۳ کیلوگرم وزن کم کرد، دوره‌های مطلولی را در سلول زندان گذراند، برای دو روز بی‌خوابی کشید، سه روز توسط افسر پلیس واقعی بازجویی شد و در این حین از او خواست که شدت بازجویی را به بیشترین حدش برساند تا جایی که بازجو روی دی-لوئیس سطل آب سرد ریخت. برای فیلم بوکسور در سال ۱۹۹۷، او هفته‌ها با قهرمان پیشین بوکس جهان، بری مک گیگان، تمرین کرد. بری دربارهٔ او گفت: «به اندازه‌ای خوب بود که می‌توانست در مسابقات حرفه‌ای شرکت کند». او در این فیلم دماغش شکست و دیسک کمرش آسیب دید.

—"اهداف دی-لوئیس برای کمال در نقش"، تلگراف
او بار دیگر با بازی در فیلمی به کارگردانی جیم شریدان به سینما بازگشت. نام این فیلم به نام پدر بود و داستان زندگی‌گری کانلون، یکی از چهار نفری که به اتهام بمب‌گذاری در گیلدفورد محکوم شده بودند، را روایت می‌کرد. او برای بازی در این نقش تقریباً ۱۳ کیلوگرم از وزنش را کم کرد. لهجهٔ ایرلند شمالی‌ای خودش را در تمام زمان فیلمبرداری حفظ کرد و برای چندی، اوقات خود را در سلول زندان گذراند. او همچنین اصرار داشت که نگهبانان زندان رویش آب سرد بریزند و با او همانند سایر زندانیان رفتار و به او توهین کنند. این فیلم دومین نامزدی در جوایز آکادمی، سومین در بفتا و دومین در گلدن گلوب را برایش به ارمغان آورد.
دی-لوئیس در سال ۱۹۹۳ به آمریکا برگشت تا در اقتباس مارتین اسکورسیزی از رمان ایدیت وارتون به نام عصر بی‌گناهی بازی کند. داستان این فیلم در عصر طلایی ایالات متحده رخ می‌داد، به همین دلیل دی-لوئیس برای آماده‌سازی خود برای ایفای این نقش، پیش از شروع تصویربرداری، دو ماه لباس‌های اشرافی قرن نوزدهم (کلاه، عصا، شنل و…) پوشید و در نیویورک شروع به پرسه زدن کرد.
در سال ۱۹۹۶ دی-لوئیس در نسخهٔ سینمایی نمایش بوته آزمایش، نوشته آرتور میلر، به ایفای نقش پرداخت. او در زمان فیلمبرداری این فیلم با ربکا میلر، دختر آرتور، آشنا شد و همین آشنایی منجر به ازدواجشان گردید. به دنبال آن دی-لوئیس در فیلم بوکسور به کارگردانی جیم شریدان بازی کرد. او در این فیلم نقش بوکسوری را بازی می‌کرد که تازه از زندان آزاد شده و مشکلاتی گریبان گیرش می‌شوند. برای آمادگی هر چه تمام تر در این نقش او با قهرمان بوکس جهان، بری مک گیگان، تمرین می‌کرد و به تماشای مسابقه‌های بوکس می‌رفت.
دی-لوئیس پس از بازی در بوکسور از حرفه کاری خود را فاصله گرفت و دوره‌ای با نام «نیمه بازنشستگی» را شروع کرد و مشغول به کار نجاری شد. او که مجذوب کفاشی شده بود به فلورانس در ایتالیا رفت و آن‌طور که گفته می‌شود زیر نظر استفانو بمر، کفاش معروف ایتالیایی، آموزش کفاشی دید.

### دهه ۲۰۰۰

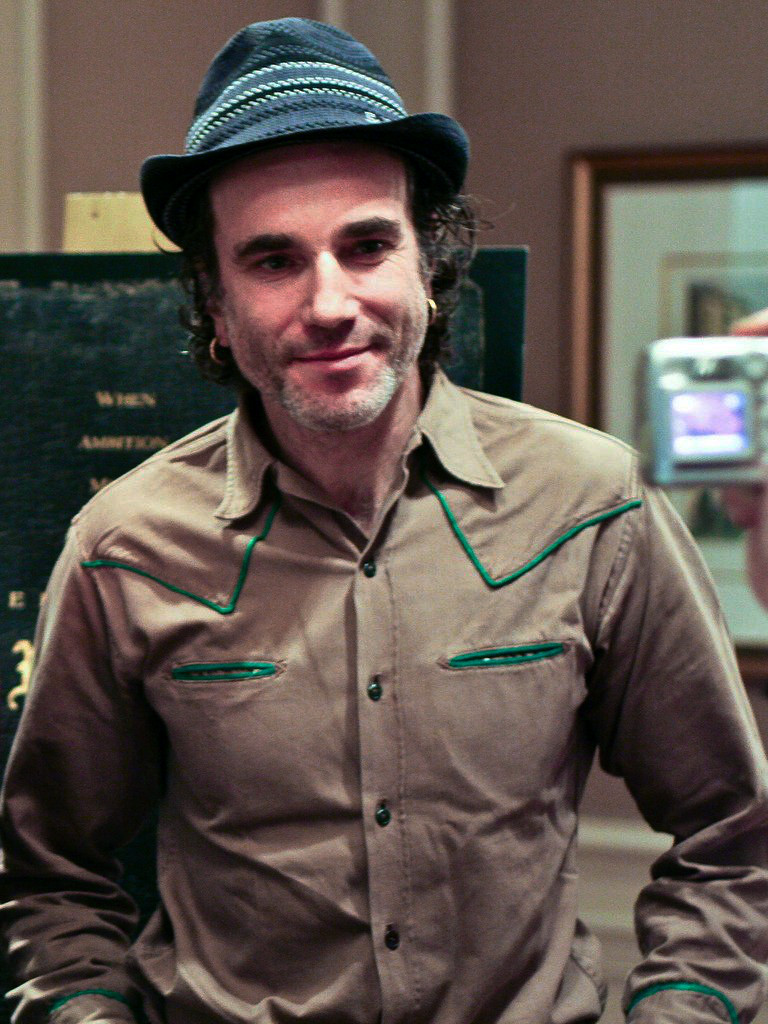
دی-لوئیس در نیویورک، ۲۰۰۷

بعد از پنج سال دوری از صنعت فیلمسازی، دی-لوئیس با بازی در فیلم دارودسته‌های نیویورکی (۲۰۰۲) به کارگردانی اسکورسیزی و تهیه‌کنندگی هاروی وینستین به سینما بازگشت. او در این فیلم نقش سردستهٔ فاسد خلافکاران، ویلیام «بیل قصاب» کاتینگ را در کنار لئوناردو دی‌کاپریو، که نقش شاگرد تحت‌الحمایه بیل را به عهده داشت، بازی کرد. او برای اینکه آمادگی بیشتری برای ایفای نقشش به‌دست‌آورد دوره‌ای طولانی مدت را به عنوان شاگرد قصاب گذراند. به همین خاطر قصابی را استخدام کرد تا به او دستورهای لازم برای سلاخی کردن گوشت و لاشه را گوشزد کند. همچنین از افراد مشغول به کار در سیرک کمک خواست تا به او نحوه کار با چاقو را آموزش دهند. مثل همیشه، هنگام فیلمبرداری از نقشش بیرون نیامد (حتی لهجهٔ نیویورکی کاراکتر فیلم را نگه می‌داشت). در زمان ساخت فیلم تشخیص داده شد که دی-لوئیس به بیماری ذات‌الریه مبتلا شده است به همین خاطر او مجبور شد که کت گرمی بپوشد یا حداقل خود را درمان کند تا فیلمبرداری فیلم به تأخیر نیفتد و در نهایت متقاعد شد که برای درمان خود دارو مصرف کند. این فیلم ۱۹۳ میلیون دلار در سراسر جهان فروش داشت و از سوی منتقدان نظرات مثبتی را دریافت کرد. بازی دی-لوئیس در دارودسته‌های نیویورکی سومین نامزدی اسکار را برایش به ارمغان آورد و موفق شد که برای دومین بار جایزه بفتای بهترین بازیگر نقش اول مرد را برنده شود.

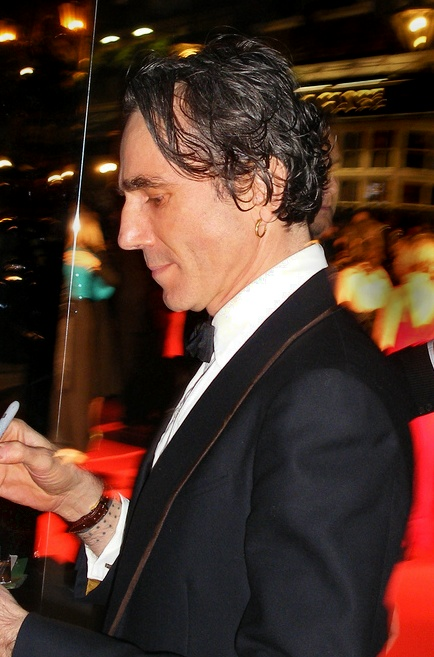
دی-لوئیس در ۶۱امین دوره جوایز بفتا در لندن، ۱۰ فوریه ۲۰۰۸

بعد از دار و دسته‌های نیویورکی، همسر دی-لوئیس، ربکا میلر، به وی پیشنهاد داد تا در فیلم او نقش اصلی را بازی کند. نام فیلم تصنیف جک و رز بود. او در این فیلم نقش پدری را بازی می‌کرد که در حال مرگ است و نگران آینده دختر نوجوان خود می‌باشد که بعد از مرگ او چگونه با مشکلات دست و پنجه نرم می‌کند. در حین فیلمبرداری او شرایطی را ترتیب داد که به‌طور جداگانه از همسر خود زندگی کند تا بتواند «انزوا» لازم برای نقش خود را به‌دست‌آورد و کمتر به شخصیتش در زندگی واقعی نیاز داشته باشد. فیلم نقدهای متفاوتی دریافت کرد.
در سال ۲۰۰۷، دی-لوئیس در فیلم خون به پا خواهد شد، اقتباسی از رمان نفت! اثر آپتون سینکلر، به کارگردانی پل توماس اندرسون درخشید. او برای بازی در این فیلم جایزه اسکار بهترین بازیگر نقش اول مرد، جایزه بفتای بهترین بازیگر نقش اول مرد، جایزه گلدن گلوب بهترین بازیگر مرد فیلم درام و جایزه انجمن بازیگران فیلم برای بهترین بازیگر نقش اول مرد (که در این مراسم از هیث لجر قدردانی کرد و گفت تحت تأثیر او بوده است و بازی لجر در فیلم کوهستان بروکبک را با کلمات «منحصر به فرد، بی‌نقص» توصیف کرد) برنده شد و همچنین حلقه‌های منتقدان گوناگونی از وی تجلیل کردند. با بردن جایزه اسکار، دی-لوئیس در کنار مارلون براندو و جک نیکلسون به تنها بازیگران مردی بدل شدند که بین اولین و دومین جایزه‌شان چند بار نامزد شده‌اند. وی برای این فیلم در تمامی سکانس‌های چاه نفت، خود حاضر می‌شد و از بدل کار استفاده نمی‌کرد و در صحنه‌ای که نردبان می‌شکند و او در چاه می‌افتد ۲ دنده‌اش می‌شکند.
در سال ۲۰۰۹ در اقتباس موزیکال راب مارشال با نام نه در نقش گوییدو کونتینی، کارگردان سینما، به ایفای نقش پرداخت. او برای این فیلم نامزد دریافت جایزه گلدن گلوب بهترین بازیگر مرد فیلم موزیکال یا کمدی و جایزه ستلایت بهترین بازیگر مرد فیلم موزیکال - کمدی شد و به همراه گروه بازیگران فیلم نامزد دریافت جایزه انجمن منتقدان پخش‌کننده فیلم برای بهترین گروه بازیگری و جایزه انجمن بازیگران فیلم برای بهترین گروه بازیگری در فیلم سینمایی و همچنین جایزه ستلایت بهترین گروه بازیگران شد. دی-لوئیس برای این فیلم زبان ایتالیایی آموخت و آموزش خوانندگی دید.

### دهه ۲۰۱۰
«او همانند الیویه در دوران جوانی‌اش می‌ماند. [چون فیلم‌های کمی بازی می‌کند] شما انتظار چیزی ویژه و خاص را از او، وقتی که در فیلمی حضور پیدا می‌کند، دارید. او تأثیرگذار تر از براندو می‌باشد و به گونه‌ای به فیلم‌هایش تبدیل شده است.»

—دیوید پولند دربارهٔ دی لوئیس، فوریه ۲۰۱۳.

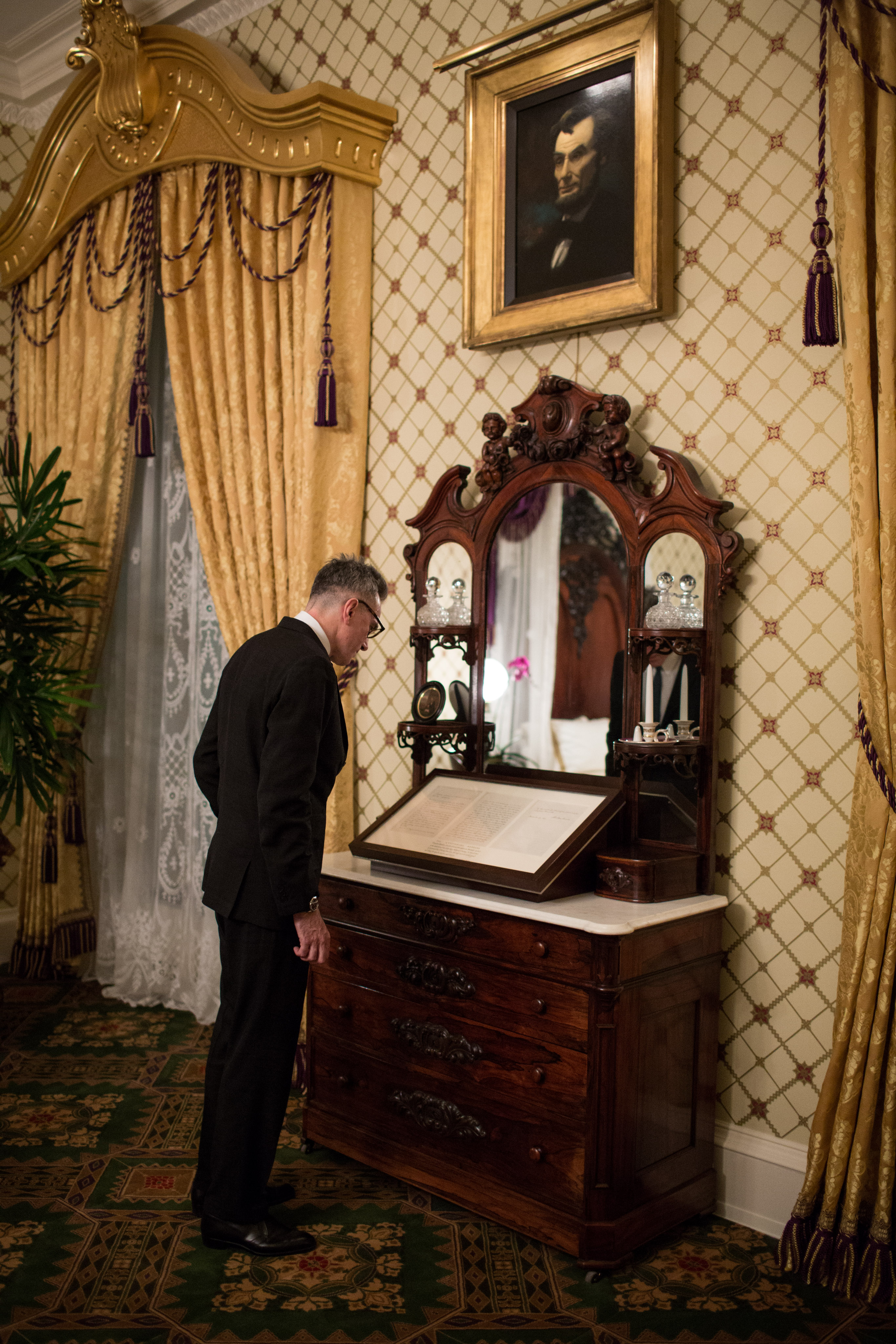
دی-لوئیس در حال بازدید از نطق گتیسبورگ در اتاق لینکلن در کاخ سفید، نوامبر ۲۰۱۲

دی-لوئیس در سال ۲۰۱۲ در نقش آبراهام لینکلن در فیلم لینکلن، به کارگردانی استیون اسپیلبرگ ظاهر شد. این فیلم اقتباسی از کتاب تیم رقبا: نبوغ سیاسی آبراهام لینکلن بود و در اکتبر ۲۰۱۱ فیلمبرداری آن در شهر ریچموند، ویرجینیا آغاز گردید. دی-لوئیس از اسپیلبرگ یک سال زمان خواست تا بتواند خود را برای نقش آماده کند. او در طول این یک سال بیش از ۱۰۰ کتاب دربارهٔ لینکلن مطالعه کرد و با هنرمندان زیادی در عرصه گریم همکاری کرد تا بتواند فیزیک حرکتی لینکلن را به‌دست‌آورد. لینکلن نقدهای فراوانی کسب کرد که بیشتر آن‌ها دربارهٔ اجرای دی-لوئیس در این نقش بود. همچنین در گیشه نیز موفق بود و توانست ۲۷۵ میلیون دلار در سرتاسر جهان به فروش برسد. در نوامبر ۲۰۱۲، دی-لوئیس جایزه بریتانیا را از بفتا به خاطر درخشش در این فیلم دریافت کرد.
در ۷۰مین مراسم گلدن گلوب که در ۱۴ ژانویه ۲۰۱۳ برگزار شد، او دومین جایزه گلدن گلوب بهترین بازیگر مرد خود را دریافت کرد و در ۶۶مین دوره جوایز بفتا، در ۱۰ فوریه، موفق شد چهارمین جایزه بفتای بهترین بازیگر نقش اول مرد ببرد. در ۸۵مین دوره جوایز اسکار، دی-لوئیس به اولین بازیگری تبدیل شد که توانسته جایزه بهترین بازیگر نقش اول مرد را برای سه بار دریافت کند که سومین جایزه آن برای لینکلن بود.

جان هارتوچ، معلم بازیگری دی-لوئیس در بریستول الد ویک، دربارهٔ این دستاورد او این چنین اظهار نظر کرد: 
| ” | با اینکه ما فارغ التحصیلان برجسته‌ای داریم - همه هنرجویان، از جرمی آیرونز تا پاتریک استوارت - اما من فکر می‌کنم که در حال حاضر او شناخته شده‌ترین آنهاست و ما به تمام دستاوردهای او افتخار می‌کنیم. مطمئناً، من دی-لوئیس را به عنوان الگو به دانش آموزان جدید معرفی می‌کنم، به خصوص الگویی در زمینه مدیریت یکپارچه و عالی حرفه کاری. او به هیچ عنوان اشتیاقی برای شهرت ندارد به همین خاطر است که به مطبوعات اجازه نمی‌دهد به زندگی خصوصی‌اش تجاوز کنند. او کاملاً به سلبریتی بودن علاقه‌ای نشان نمی‌دهد و تنها به هنر بازی‌اش علاقه دارد. او هنوز هم یک هنرپیشه بزرگ است. | “ |

در پی بردن سومین اسکار، بحث‌های زیادی دربارهٔ ایستادن دی-لوئیس در کنار بزرگان بازیگری تاریخ سینما شکل گرفت. جو کویینان از گاردین نوشت که: «دی-لوئیس از لارنس الیویه، ریچارد برتون و حتی از مارلون براندو نیز بازیگر بزرگتریست، این حرف من بر مبنای همان استدلالی می‌باشد که بیان می‌کند مسی از پله بااستعدادتر است یا همان دلایلی که ناپلئون بناپارت را به عنوان یک نابغه نظامی از اسکندر بهتر می‌داند». زمانی که این سؤال از خود دی-لوئیس پرسیده شد که آیا تو «بزرگ‌ترین بازیگر جهان» هستی او پاسخ داد: «به نظرتان این حرف احمقانه‌ای نیست؟ [این عنوان] دائم در حال تغییر است». بعد مدت کمی از برنده شدن اسکار برای فیلم لینکلن، دی-لوئیس اعلام کرد که او قرار است از بازیگری فاصله بگیرد و به مدت پنج سال، تا بازی در فیلم بعدی، به خانهٔ خود در شهرستان ویکلو برگردد.
اولین نقش آفرینی او بعد از پنج سال در فیلم رشته خیال به کارگردانی پل توماس اندرسن بود که موضوع آن به دهه ۱۹۵۰ میلادی و صنعت مد برمی‌گشت. فیلمبرداری این فیلم در ویتبای، یورک شایر در ژانویه ۲۰۱۷ شروع و در اواخر سال ۲۰۱۷، در روز کریسمس، اکران شد. در ۵ ژوئن ۲۰۱۷، سخنگوی دی-لوئیس، لزلی دارت، اعلام کرد که او (دی-لوئیس) بازنشسته می‌شود. دی-لوئیس در رابطه با خداحافظی‌اش از سینما تا مدت‌ها سکوت کرده بود اما سرانجام در نوامبر ۲۰۱۷ در مصاحبه‌ای به صحبت دربارهٔ آن پرداخت و گفت: «می‌دانم که انتشار بیانیه دور از ادب و عادت است، اما می‌خواستم برای خود مرزی تعیین کنم. دوست نداشتم به پروژهٔ دیگری کشیده شوم. یک عمر، به این اندیشیدم که اگر چگونه بازنشسته شوم بهتر است، نمی‌دانم چرا این بار با دفعات قبل متفاوت بود، اما انگیزهٔ کناره‌گیری در من ریشه دواند، و به اضطرار بدل شد. کاری بود که باید انجام می‌دادم.»

### دهه ۲۰۲۰
در سال ۲۰۲۰، نیویورک تایمز نام او را در رتبهٔ سوم فهرست ۲۵ بازیگر برتر قرن بیست و یکم قرار داد. در ۱ اکتبر ۲۰۲۴، پس از هفت سال غیبت، اعلام شد که دی-لوئیس به بازیگری باز خواهد گشت. او قرار است در Anemone، نخستین فیلم به کارگردانی پسرش، رونان دی-لوئیس، ایفای نقش کند. او در نگارش فیلم‌نامه نیز نقش داشته است.

## زندگی شخصی

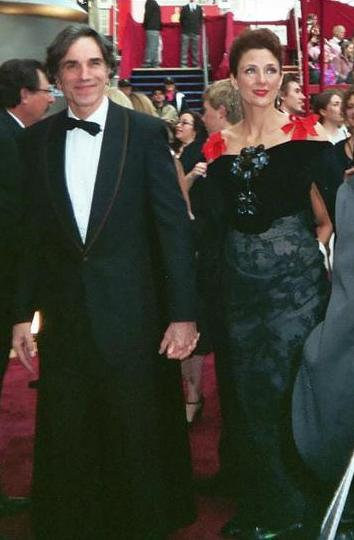
دی-لوئیس و ربکا میلر در هشتادمین دوره جوایز اسکار

دی-لوئیس به ندرت دربارهٔ زندگی شخصی‌اش به گفتگو می‌پردازد، به گونه‌ای که می‌توان گفت او محافظ حریم خصوصی‌اش است. او زندگی خود را با جمله «مطالعه مادام العمر دربارهٔ بهانه‌چینی» عنوان کرد که این بدان معناست علاقه‌ای به مصاحبه دربارهٔ زندگی‌اش با مطبوعات ندارد. او با بازیگر فرانسوی، ایزابل آجانی به مدت شش سال در رابطه بود که در نهایت با توافق طرفین از هم جدا شدند. حاصل این رابطه فرزندی با نام گابریل-کین دی-لوئیس بود که در سال ۱۹۹۵ در نیویورک به دنیا آمد و تنها چند ماه پس از تولد او، دی-لوئیس و ایزابل به رابطه‌شان پایان دادند.
در سال ۱۹۹۶، زمانی که مشغول کار روی پروژه‌ای اقتباس شده از نمایش بوته آزمایش بود، آرتور میلر (نویسنده نمایشنامه) را ملاقات کرد. همان زمان بود که به دختر آرتور، ربکا میلر، علاقه‌مند شد و آن‌ها همان سال با هم ازدواج کردند. چندی بعد دی-لوئیس و ربکا صاحب دو پسر شدند، رونان کال دی-لوئیس (زاده ۱۹۹۸) و کاشل بلیک دی-لوئیس (زاده ۲۰۰۲). خانواده دی-لوئیس معمولاً زمان خود را در نیویورک و ایرلند سپری می‌کنند.
دی-لوئیس در سال ۱۹۹۳ تبعیت ایرلندی گرفت. در حال حاضر او هم شهروند انگلستان است و هم ایرلند و تاکنون هر دوی آنان را حفظ کرده است. او از سال ۱۹۹۷ در آنامو، شهرستان ویکلو زندگی می‌کند و همچنین اظهار داشت: «با اینکه من دو ملیت دارم اما فکر کنم انگلیس کشور من باشد. من به شدت به لندن احتیاج دارم اما نمی‌توانم آنجا زندگی کنم زیرا در لندن زمانی فرا می‌رسد که من به آرامش نیاز دارم اما باید بالاجبار مردمی باشم و در میان مردم حضور پیدا کنم که نمی‌توانم با این موضوع کنار بیایم». او یکی از حامیان باشگاه فوتبالی در جنوب شرقی لندن به نام «میلوال» است.
من دربارهٔ این موضوع، روابط پدرها و پسرها، بسیار فکر کرده‌ام و می‌خواهم این را [جایزه را] به یاد پدربزرگم؛ جیل بالکن، پدرم؛ سیسیل دی-لوئیس و سه پسر خوبم؛ گابریل، رونان و کاشل بپذریم. واقعاً خیلی ممنوم از شما. با سپاس.— بخش پایانی سخنرانی دی-لوئیس در ۸۰مین دوره جوایز اسکار
در ۱۵ ژوئیه ۲۰۱۰، دی-لوئیس دکترای افتخاری خود را در نامه‌ای از دانشگاه بریستول به خاطر سال‌هایی که در مدرسه تئاتر بریستول الد ویک حضور داشته، دریافت کرد. دی-لوئیس اظهار داشت که او تا به حال هیچ «آموزش مذهبی واقعی‌ای» نداشته و اینکه او «فرض» می‌کند یک «آگنوستیک سرسخت» است. در اکتبر ۲۰۱۲، او اسنادی را که متعلق به پدرش، سیسیل دی-لوئیس، بود به دانشگاه آکسفورد فرستاد. این اسناد شامل پیش‌نویس اشعار سیسیل و مکاتبه‌هایی با جان گیلگد و چهره‌های ادبی سرشناسی همچون ویستن هیو آودن، رابرت گریوز و فیلیپ لارکین بود. در ژوئیه ۲۰۱۵، او رئیس افتخاری بایگانی شعر انگلستان شد.
در سال ۲۰۰۸، قبل از آنکه اسکار بهترین بازیگر نقش اول مرد را از هلن میرن (کسی که سال گذشته به خاطر ایفای نقش الیزابت دوم در فیلم ملکه اسکار بهترین بازیگر نقش اول زن را برده بود و وظیفه داشت تا جایزه بهترین بازیگر مرد را به برنده بدهد) دریافت کند، زانو زد و هلن میرن با تندیس اسکار به شانه‌های وی به نشانهٔ افتخار ضربه‌ای آهسته زد. بعد از این اتفاق دی-لوئیس گفت: «این نزدیک‌ترین باری بود که تا حالا نشان شوالیه گرفتم». در ژوئن ۲۰۱۴، دی-لوئیس در جریان مراسم تولد ملکه به خاطر خدمات و فعالیت‌های هنری‌اش عنوان «شوالیه» را دریافت کرد و در نوامبر همان سال، این نشان را از شاهزاده ویلیام در قصر باکینگهام گرفت.
در پی خداحافظی دی-لوئیس، که توسط سخنگوی او در ژوئن ۲۰۱۷ اعلام شد، او در مصاحبه‌ای با مجله دبلیو در جواب این سؤال که آیا اکنون که بازنشستگی‌اش را اعلام کرده احساس بهتری دارد یا نه، پاسخ داد: «هنوز نه. غم بزرگی احساس می‌کنم؛ ولی احساس درستی است. اگر قرار بود مرحلهٔ شورانگیزی باشد به یک زندگی تازه، چقدر عجیب می‌شد. من از سن ۱۲ سالگی به بازیگری علاقه‌مند شدم، و در آن سال‌ها، هیچ چیز جز سالن نمایش برایم اهمیتی نداشت. وقتی کارم را شروع کردم مسئله برایم رستگاری بود. حالا، می‌خواهم دنیا را به سیاقی دیگر بکاوم.»

## فیلم‌شناسی و نقش‌های تئاتر
در طی ۳۸ سال سابقه کاری، دی-لوئیس تنها در ۲۱ فیلم، ۸ برنامه تلویزیونی (اعم از فیلم، سریال و نمایش) و ۱۵ نمایش ظاهر شده است که این خود گویای کم‌کاری وی می‌باشد. سبک فیلم‌های او در طیف گسترده‌ای از ژانرهای سینمایی قرار دارد، که این سبک‌ها شامل زندگی‌نامه‌ای، حماسی، درام، درام-ورزشی، موزیکال، کمدی و اقتباس‌هایی از نویسندگان آمریکایی می‌باشد. دوران حضور او در تئاتر کوتاه بود، به گونه‌ای که تنها در دهه ۷۰ میلادی در عرصه نمایش فعالیت داشت. دلیل این حضور کوتاه هم دیدن روح پدرش روی صحنه نمایش در سال ۱۹۸۹ بود. با این حال، او در نمایش‌هایی از شکسپیر همچون رومئو و ژولیت و رؤیای شب نیمه تابستان، در نقش اصلی ظاهر شد.
فیلم‌های برجسته:
- گاندی (۱۹۸۲)
- باونتی (۱۹۸۴)
- رختشویخانه زیبای من (۱۹۸۵)
- اتاقی با یک چشم‌انداز (۱۹۸۵)
- سبکی تحمل‌ناپذیر هستی (۱۹۸۸)
- پای چپ من (۱۹۸۹)
- آخرین موهیکان (۱۹۹۲)
- عصر معصومیت (۱۹۹۳)
- به نام پدر (۱۹۹۳)
- بوکسور (۱۹۹۷)
- دار و دسته‌های نیویورکی (۲۰۰۲)
- خون به پا خواهد شد (۲۰۰۷)
- نه (۲۰۰۹)
- لینکلن (۲۰۱۲)
- رشته خیال (۲۰۱۷)

نقش‌های تئاتر برجسته:
- دشمن طبقاتی (۱۹۸۰)
- ادوارد دوم (۱۹۸۰)
- کشوری دیگر (۱۹۸۲ و ۱۹۸۳)
- رومئو و ژولیت (۱۹۸۳ و ۱۹۸۴)
- رؤیای شب نیمه تابستان (۱۹۸۳ و ۱۹۸۴)
- دراکولا (۱۹۸۴)[ی ۶]
- پیشرو (۱۹۸۶)
- هملت (۱۹۸۹)

### فیلم
| سال  | عنوان                  | نقش                | کارگردان         | م.                              |
| ---- | ---------------------- | ------------------ | ---------------- | ------------------------------- |
| ۱۹۷۱ | یکشنبه خونین یکشنبه    | بچه‌ای خرابکار      | جان شلزینجر      | [ ۸۳ ] [ ۸۴ ]                   |
| ۱۹۸۲ | گاندی                  | کالین              | ریچارد اتنبرا    | [ ۸۵ ] [ ۸۶ ]                   |
| ۱۹۸۴ | باونتی                 | جان فریر           | راجر دونالدسون   | [ ۸۷ ] [ ۸۸ ] [ ۸۹ ]            |
| ۱۹۸۵ | رختشویخانه زیبای من    | جانی               | استیون فریرز     | [ ۹۰ ]                          |
| ۱۹۸۵ | اتاقی با یک چشم‌انداز   | سسیل وایز          | جیمز ایوری       | [ ۹۱ ] [ ۹۲ ] [ ۹۳ ]            |
| ۱۹۸۶ | نانائو                 | مکس                | کانی تمپلمن      | [ ۹۴ ]                          |
| ۱۹۸۸ | سبکی تحمل‌ناپذیر هستی   | توماس              | فیلیپ کافمن      | [ ۹۵ ] [ ۹۶ ] [ ۹۷ ]            |
| ۱۹۸۸ | ستاره‌ها و نوارها       | هندرسون دورس       | پت اوکانر        | [ ۹۸ ]                          |
| ۱۹۸۹ | همیشه خندان، نیوجرسی   | دکتر فرگوس اکانل   | کارلوس سورین     | [ ۹۹ ]                          |
| ۱۹۸۹ | پای چپ من              | کریستی براون       | جیم شریدان       | [ ۱۰۰ ] [ ۱۰۱ ] [ ۱۰۲ ] [ ۱۰۳ ] |
| ۱۹۹۲ | آخرین موهیکان          | هاوک آی            | مایکل مان        | [ ۱۰۴ ] [ ۱۰۵ ]                 |
| ۱۹۹۳ | عصر معصومیت            | نیولند ارچر        | مارتین اسکورسیزی | [ ۱۰۶ ] [ ۱۰۷ ]                 |
| ۱۹۹۳ | به نام پدر             | جری کانلون         | جیم شریدان       | [ ۱۰۸ ] [ ۱۰۹ ]                 |
| ۱۹۹۶ | بوته آزمایش            | جان پراکتر         | نیکلاس هایتنر    | [ ۱۱۰ ] [ ۱۱۱ ]                 |
| ۱۹۹۷ | بوکسور                 | دنی فلین           | جیم شریدان       | [ ۱۱۲ ] [ ۱۱۳ ]                 |
| ۲۰۰۲ | دار و دسته‌های نیویورکی | ویلیام کاتینگ قصاب | مارتین اسکورسیزی | [ ۱۱۴ ] [ ۱۱۵ ] [ ۱۱۶ ] [ ۱۱۷ ] |
| ۲۰۰۵ | تصنیف جک و رز          | جک اسلاوین         | ربکا میلر        | [ ۱۱۸ ] [ ۱۱۹ ]                 |
| ۲۰۰۷ | خون به پا خواهد شد     | دانیل پلین‌ویو      | پل توماس اندرسون | [ ۱۲۰ ] [ ۱۲۱ ] [ ۱۲۲ ] [ ۱۲۳ ] |
| ۲۰۰۹ | نه                     | گوییدو کونتینی     | راب مارشال       | [ ۱۲۴ ]                         |
| ۲۰۱۲ | لینکلن                 | آبراهام لینکلن     | استیون اسپیلبرگ  | [ ۱۲۵ ] [ ۱۲۶ ] [ ۱۲۷ ]         |
| ۲۰۱۷ | رشته خیال              | رینولدز وودکاک     | پل توماس اندرسون | [ ۱۲۸ ] [ ۱۲۹ ] [ ۱۰۳ ]         |
| ن/م  | آنمون                  | ن/م                | رونان دی-لوئیس   |                                 |

### تلویزیون
| سال  | عنوان                 | نقش               | توضیحات                   | م.      |
| ---- | --------------------- | ----------------- | ------------------------- | ------- |
| ۱۹۸۰ | بندکفش                | دی‌جی              | قسمت: «کشاورز همسری داشت» | [ ۱۳۰ ] |
| ۱۹۸۱ | ممنون، پی.جی. وودهاوس | پی‌اسمیت           | فیلم تلویزیونی            | [ ۱۳۱ ] |
| ۱۹۸۱ | آرتمیس ۸۱             | دانش‌آموز کتابخانه | فیلم تلویزیونی            | [ ۱۳۲ ] |
| ۱۹۸۲ | چند مایل تا بابل؟     | آلک               | فیلم تلویزیونی            | [ ۱۳۳ ] |
| ۱۹۸۲ | سرما در مه            | آرچی هیوز-فارت    | قسمت: «فراتر از شیشه»     | [ ۱۳۴ ] |
| ۱۹۸۳ | نمایش برگزیده ماه     | گوردن وایت‌هاوس    | قسمت: «گوشه خطرناک»       | [ ۱۳۵ ] |
| ۱۹۸۵ | برادرم جاناتان        | جاناتان دیکرز     | ۵ قسمت                    | [ ۱۳۶ ] |
| ۱۹۸۶ | مأمور بیمه            | دکتر کافکا        | فیلم تلویزیونی            | [ ۱۳۷ ] |

### تئاتر
| سال     | عنوان                                 | نقش                             | کارگردان              | سالن نمایش                         | م.      |
| ------- | ------------------------------------- | ------------------------------- | --------------------- | ---------------------------------- | ------- |
| ۱۹۷۹    | افسر استخدام                          | شهروند/سرباز                    | آدرین نوبل            | تئاتر رویال، بریستول               | [ ۱۳۸ ] |
| ۱۹۷۹    | ترولووس و کرسیدا                      | دیفوبس                          | ریچارد کاترل          | تئاتر رویال، بریستول               | [ ۱۳۹ ] |
| ۱۹۷۹    | عجیب و غریبِ خنده‌دار                   | استنلی بالدری                   | پیت پاستویت           | تئاتر لیتل، بریستول                | [ ۱۴۰ ] |
| ۱۹۷۹–۸۰ | پادشاه کهنسال باحال                   | فاز شگفت‌انگیز                   | باب کراولی            | تئاتر الد ویک، بریستول             | [ ۱۴۱ ] |
| ۱۹۸۰    | دشمن طبقاتی                           | آیرون                           | دیوید روم             | تئاتر الد ویک، بریستول             | [ ۱۴۲ ] |
| ۱۹۸۰    | ادوارد دوم                            | لسیستر                          | ریچارد کاترل          | تئاتر الد ویک، بریستول             | [ ۱۴۰ ] |
| ۱۹۸۰    | اوه، چه جنگ عاشقانه‌ای!                | ناشناخته                        | دیوید تاکر            | تئاتر رویال، بریستول               | [ ۱۴۳ ] |
| ۱۹۸۰    | رؤیای شب نیمه تابستان                 | فیلوستراته                      | ریچارد کاترل          | تئاتر رویال، بریستول               | [ ۱۴۴ ] |
| ۱۹۸۱    | به خشم نگاه کن                        | جیمی پارتر                      | جرج کاستیگان          | تئاتر لیتل، بریستول                | [ ۱۴۵ ] |
| ۱۹۸۱    | دراکولا                               | کنت دراکولا                     | جرج کاستیگان          | تئاتر لیتل، بریستول                | [ ۱۴۶ ] |
| ۱۹۸۲–۸۳ | کشوری دیگر                            | گای بِنِت                         | استوارت برج           | تئاتر کویینز، خیابان شافتزبوری     | [ ۱۴۷ ] |
| ۱۹۸۳–۸۴ | رؤیای شب نیمه تابستان و رومئو و ژولیت | فلوت و قهرمان داستان (به ترتیب) | شیلا هنکاک و جان کِیرد | در تور منطقه‌ای "شرکت رویال شکسپیر" | [ ۱۴۴ ] |
| ۱۹۸۴    | دراکولا                               | کنت دراکولا                     | کریستوفر باند         | تئاتر هاف مون، لندن                | [ ۸۱ ]  |
| ۱۹۸۶    | پیشرو                                 | ولودیا مایاکوفسکی               | ریچارد آیر            | تئاتر ملی سلطنتی، لندن             | [ ۱۴۸ ] |
| ۱۹۸۹    | هملت                                  | هملت                            | ریچارد آیر            | تئاتر ملی سلطنتی، لندن             | [ ۱۴۹ ] |

### موسیقی
| سال  | عنوان         | نقش                                                      | م.      |
| ---- | ------------- | -------------------------------------------------------- | ------- |
| ۲۰۰۵ | تصنیف جک و رز | تهیه‌کننده موسیقی فیلم                                    | [ ۱۵۰ ] |
| ۲۰۰۹ | نه            | اجراکننده «آهنگ گوئیدو»، «من نمی‌توانم این فیلم را بسازم» | [ ۱۵۱ ] |

## یادداشت
1. ↑  دی-لوئیس در رشته بهترین بازیگر نقش اول مرد رکورد دار است، اما در داشتن سه اسکار بازیگری اعم از نقش مکمل و اصلی با جک نیکلسون (۲ نقش اول و یک نقش مکمل) و والتر برنان (۳ نقش مکمل) شریک است.
2. ↑  نگارش آثاری با محتوا و مفهوم فرهنگ ایرلندی به زبان انگلیسی ادبیات آنگلو-آیریش خوانده می‌شود که اصلاحی است برای متمایز ساختن آن از ادبیات کلاسیک انگلیسی از یک سو و ادبیات ایرلندی از سوی دیگر. ادبیات آنگلو-آیریش حاوی یک ماهیت ملی است که به ادبیات ایرلندی نیرو و انگیزه جدیدی داد.[فا ۲]
3. ↑  از سال ۱۹۵۷ تا ۱۹۷۲
4. ↑  یکشنبه خونین یکشنبه و گاندی دیگر فیلم‌های او بودند.
5. ↑  بریت پک (به انگلیسی: Brit Pack) در اصطلاح به گروهی از بازیگران جوان بریتانیایی گفته می‌شود که توانستند در هالیوود به موفقیت برسند.[۳۱]
6. ↑  دی-لوئیس در دو مقطع زمانی در نمایش دراکولا بازی کرد، بار اول در سال ۱۹۸۱ که کارگردان این نمایش جرج کاستیگان بود و در تئاتر لیتل شهر بریستول اجرا شد. بار دوم در سال ۱۹۸۴ به کارگردانی کریستوفر باند بود که در تئاتر هاف مون شهر لندن به اجرا درآمد. در هر دو بار دی-لوئیس در نقش کنت دراکولا ظاهر شد.[۸۱]
7. ↑  این فیلم به همراه گاندی و رختشویخانه زیبای من در فهرست ۱۰۰ فیلم برتر بریتانیایی بنیاد فیلم بریتانیا قرار دارد.[۸۲]

## واژه‌نامه
1. ↑  Royal Shakespeare Company
2. ↑  Jill Balcon
3. ↑  Sevenoaks School
4. ↑  Bedales
5. ↑  Another Country
6. ↑  John Fryer
7. ↑  Christy Brown
8. ↑  Sandymount School Clinic

### فارسی
1. ↑  بی‌بی‌سی فارسی (۲۱ ژوئن ۲۰۱۷). «دانیل دی‌لوئیس، برنده ۳ جایزه اسکار بازنشسته شد». بایگانی‌شده از روی نسخه اصلی در ۲۳ اوت ۲۰۱۷. دریافت‌شده در ۲۳ اوت ۲۰۱۷.
2. ↑  «ادبیات ایرلندی و زبان انگلیسی». سفارت جمهوری اسلامی ایران در دوبلین. بایگانی‌شده از اصلی در ۲۵ اوت ۲۰۱۷. دریافت‌شده در ۲۵ اوت ۲۰۱۷.
3. ↑  "دانیل دی-لوئیس، استفن ساتن و مگی اسمیت در جشن تولد ملکه" (به انگلیسی). Royal Central. Archived from the original on 23 August 2017. Retrieved 23 August 2017.
4. ↑  «دلایل کناره‌گیری «دانیل دی-لوئیس» از دنیای بازیگری؛ «غم بزرگی احساس می‌کنم»». سی‌نما. ۸ نوامبر ۲۰۱۷. دریافت‌شده در ۳ مه ۲۰۱۸.[پیوند مرده]
5. ↑  "دانیل دی-لوئیس - فیلمشناسی براساس گونه" (به انگلیسی). بانک اطلاعات اینترنتی فیلم‌ها. Archived from the original on 11 December 2018. Retrieved 16 آذر 1397در این صفحه علاوه بر فیلم‌های دانیل دی-لوئیس، نمایش‌ها، مجموعه‌ها و فیلم‌های تلویزیونی و به‌طور کلی تمام آثار او پوشش داده شده است. {{cite web}}: Check date values in: |بازبینی= (help)نگهداری CS1: پست اسکریپت (link)
6. ↑  "فیلمشناسی دانیل دی-لوئیس در آل‌مووی" (به انگلیسی). آل‌مووی. Archived from the original on 9 December 2018. Retrieved 16 آذر 1397. {{cite web}}: Check date values in: |بازبینی= (help)

- احسان علوی‌نیا (۶ اردیبهشت ۱۳۹۶). «بازیگرانی که برای ایفای نقش‌هایشان بیشترین از خود گذشتگی را به خرج داده‌اند». زومجی. دریافت‌شده در ۲۲ مهر ۱۳۹۶.

### انگلیسی
1. ↑  Appelo, Tim (8 November 2012). "Daniel Day-Lewis Spoofs Clint Eastwood's Obama Chair Routine at Britannia Awards (Video)". The Hollywood Reporter. Retrieved 19 April 2013. I know as an Englishman it's absolutely none of my business.
2. ↑  Lang, Brent (20 June 2017). "Shocker! Daniel Day-Lewis Quits Acting (EXCLUSIVE)". Variety. Retrieved 24 February 2022.
3. ↑  "The World's Greatest Actor". No. 5 November 2012. Time. 22 October 2015. Archived from the original on 20 July 2017. Retrieved 23 August 2017.
4. 1 2  "Queen's Honours: Day-Lewis receives knighthood". BBC. 13 June 2014. Archived from the original on 14 June 2014. Retrieved 14 June 2014.
5. 1 2 3  Gritten, David (22 February 2013). "Daniel Day-Lewis: the greatest screen actor ever?". The Telegraph. Archived from the original on 29 November 2017. Retrieved 25 February 2013.
6. ↑  Parker, Emily. "Sojourner in Other Men's Souls" بایگانی‌شده  در ۲۳ اوت ۲۰۱۷ توسط Wayback Machine. The Wall Street Journal. 23 January 2008.
7. 1 2 3 4 5  "Daniel Day-Lewis aims for perfection". The Daily Telegraph. London. 22 February 2008. Archived from the original on 20 August 2010. Retrieved 1 January 2010.
8. ↑  Herschberg, Lynn. "The New Frontier's Man" بایگانی‌شده  در ۲۴ اوت ۲۰۱۷ توسط Wayback Machine. The New York Times Magazine, 11 November 2007
9. 1 2  "My brother Daniel Day-Lewis won't talk to me any more". The Telegraph. 4 June 2016. Archived from the original on 27 May 2016. Retrieved 23 August 2017.
10. ↑  "Daniel Day-Lewis makes Oscar history with third award" بایگانی‌شده  در ۲۸ فوریه ۲۰۱۳ توسط Wayback Machine'. BBC News. Retrieved 13 March 2013
11. ↑  "Daniel Day-Lewis: Awards and Nominations". IMDb. Archived from the original on 6 February 2018. Retrieved 9 February 2018.
12. ↑  "Film star Daniel Day-Lewis retires from acting" بایگانی‌شده  در ۲۹ اوت ۲۰۱۷ توسط Wayback Machine. BBC. Retrieved 21 June 2017
13. ↑  "Daniel Day-Lewis announces retirement from acting" بایگانی‌شده  در ۲۳ اوت ۲۰۱۷ توسط Wayback Machine The Guardian. Retrieved 21 June 2017
14. ↑  "Index entry". FreeBMD. ONS. Retrieved 28 March 2016.
15. ↑  Peter Stanford (2007). "C Day-Lewis: A Life" بایگانی‌شده  در ۲۰ مارس ۲۰۱۷ توسط Wayback Machine. p. 5. A&C Black
16. ↑  Jackson, Laura (2005). Daniel Day-Lewis: the biography. Blake. p. 3. ISBN 1-85782-557-8. Michael Balcon's family were Latvian refugees from Riga who had come to England in the second half of the 19th century. The family of his wife, Aileen Leatherman, whom he married in 1924, came from Poland.
17. ↑  "Day-Lewis gets Oscar nod for new film". Kent News. 17 December 2007. Archived from the original on 1 February 2008. Retrieved 9 January 2008.
18. ↑  Pearlman, Cindy (30 December 2007). "Day-Lewis isn't suffering: 'It's a joy'". Chicago Sun-Times. Archived from the original on 2 January 2008. Retrieved 9 January 2008.
19. 1 2 3 4  Segal, David. "Daniel Day-Lewis, Behaving Totally In Character" بایگانی‌شده  در ۶ فوریه ۲۰۱۳ توسط Wayback Machine. The Washington Post, 31 March 2005
20. ↑  "Things You Might Not Have Done In Greenwich: Go on a Daniel Day-Lewis Tour". Information Society. Archived from the original on 31 January 2017. Retrieved 19 January 2017.
21. 1 2  Corliss, Richard and Carrie Ross Welch. "Dashing Daniel" بایگانی‌شده  در ۱۲ اوت ۲۰۱۳ توسط Wayback Machine Time, European Edition, 21 March 1994
22. 1 2 3  Jenkins, Garry. Daniel Day-Lewis: The Fires Within. St. Martin's Press, 1994, ASIN B000R9II4O
23. 1 2 3 4 5 6 7 8 9 10 11 12 13 14 15  Wills, Dominic, "Daniel Day-Lewis Biography" بایگانی‌شده  در ۱۶ اکتبر ۲۰۱۵ توسط Wayback Machine. 'Tiscali UK Retrieved 25 February 2006
24. ↑  "The Tatler List". Tatler. Archived from the original on 5 February 2016. Retrieved 27 August 2017.
25. ↑  "Bristol Old Vic Theatre marks 250th anniversary". BBC. 30 May 2016. Archived from the original on 30 May 2016. Retrieved 27 August 2017.
26. ↑  Sansom, Ian (3 April 2010). "Great dynasties of the world: The Day-Lewises". The Guardian. London. Archived from the original on 27 August 2017. Retrieved 27 August 2017.
27. ↑  FILM; Pete Postlethwaite Turns a Prison Stint Into Oscar Material بایگانی‌شده  در ۱۶ اوت ۲۰۱۷ توسط Wayback Machine. The New York Times. Retrieved 6 January 2009
28. 1 2  "Bristol Old Vic teacher who taught Daniel Day-Lewis recalls stars early days". Bristol Post. 27 May 2016. Archived from the original on 25 December 2015.
29. ↑  "British Film Institute – Top 100 British Films". cinemarealm.com. Archived from the original on 12 January 2018. Retrieved 26 October 2017.
30. ↑  "Daniel Day-Lewis". The Oscar Site. Archived from the original on 7 October 2008. Retrieved 6 January 2009.
31. ↑  BRIT PACK: A CLUTCH OF ACTORS بایگانی‌شده  در ۳ دسامبر ۲۰۱۸ توسط Wayback Machine, Harlan Kennedy, American Cinema Papers 1988
32. ↑  Stern, Marlow (8 December 2011). "Gary Oldman Talks 'Tinker, Tailor, Soldier, Spy,' 'Batman' Retirement". The Daily Beast. Archived from the original on 30 November 2017. Retrieved 10 December 2013.
33. ↑  Anthony J. Jordan (2008). The Good Samaritans – Memoir of a Biographer. Westport Books. p. 40. ISBN 978-0-9524447-5-6.
34. ↑  An Inspirational Journey: The Making of My Left Foot DVD, Miramax Films, 2005
35. ↑  "Daniel Day-Lewis Q&A". Time Out. 20 March 2006. Archived from the original on 16 January 2013. Retrieved 28 January 2018.
36. ↑  Macnab, Geoffrey (25 February 2013). "The madness of Daniel Day-Lewis – a unique Method that has led to a deserved third Oscar". The Independent. Archived from the original on 6 December 2013. Retrieved 2 September 2013.
37. 1 2 3  "Daniel Day-Lewis". Turner Classic Movies. Archived from the original on 13 May 2013. Retrieved 7 January 2010.
38. ↑  "Daniel Day-Lewis". Hello!. Archived from the original on 13 May 2013. Retrieved 7 January 2010.
39. ↑  "Daniel Day-Lewis | Ryder's Romances Winona's long list of loves lost | MSN Arabia Photo Gallery". Arabia.msn.com. Archived from the original on 26 January 2012. Retrieved 9 December 2011.
40. 1 2  "Daniel Day-Lewis". AskMen. Archived from the original on 13 May 2013. Retrieved 7 January 2010.
41. ↑  McGuigan, Barry (22 January 2007). "McClellan's return must get the game to care more". Daily Mirror. Archived from the original on 17 June 2015. Retrieved 13 June 2015.
42. ↑  Biography بایگانی‌شده  در ۲۵ ژوئن ۲۰۱۳ توسط Wayback Machine The New York Times, Retrieved 27 February 2006
43. ↑  "Gangs of New York (2002)". The-Numbers. Retrieved August 3, 2010.{{cite web}}:  نگهداری CS1: url-status (link)
44. ↑  "Gangs of New York (2002)" (به انگلیسی). Rotten Tomatoes. Retrieved October 8, 2019.{{cite web}}:  نگهداری CS1: url-status (link)
45. ↑  Allison, Rebecca (24 February 2003). "Britain's big Bafta night as The Hours has the edge on Hollywood blockbusters". The Guardian. Retrieved 27 October 2017.
46. ↑  "The Ballad of Jack and Rose" بایگانی‌شده  در ۳۰ اوت ۲۰۱۷ توسط Wayback Machine RottenTomatoes.com, Accessed 12 October 2008
47. ↑  Fleming, Michael and Ian Mohr, There Will Be Blood announcement Variety, Retrieved 25 February 2006
48. ↑  Diluna, Amy; Joe Neumaier (27 January 2008). "Daniel Day-Lewis Honors Heath Ledger during Screen Actors Guild Awards". New York Daily News. Archived from the original on 20 October 2012. Retrieved 16 February 2008.
49. ↑  Elsworth, Catherine (28 January 2008). "Daniel Day Lewis, Julie Christie win at Screen Actors Guild Awards". The Daily Telegraph. Archived from the original on 12 November 2012. Retrieved 3 December 2009.
50. ↑  "Daniel Day-Lewis Signed for Nine Film" بایگانی‌شده  در ۳ مارس ۲۰۱۶ توسط Wayback Machine broadwayworld.com, 1 June 2008
51. ↑  "Is Daniel Day-Lewis now the greatest actor of all time?". USA Today. 28 June 2016. Archived from the original on 10 October 2017. Retrieved 9 October 2017.
52. ↑  Shoard, Catherine (19 November 2010). "Daniel Day-Lewis set for Steven Spielberg's Lincoln film". The Guardian. Archived from the original on 17 September 2013. Retrieved 20 November 2010.
53. ↑  McClintock, Pamela (12 October 2011). "Participant Media Boarding Steven Spielberg's 'Lincoln' (Exclusive)". The Hollywood Reporter. Los Angeles. Archived from the original on 15 October 2011. Retrieved 15 October 2011.
54. ↑  Zakarin, Jordan (26 October 2012). "At 'Lincoln' Screening, Daniel Day-Lewis Explains How He Formed the President's Voice". The Hollywood Reporter. Archived from the original on 31 October 2012. Retrieved 7 November 2012.
55. ↑  "Daniel Day-Lewis Reveals How He Brought Lincoln To Life". ukscreen.com. 13 November 2012. Archived from the original on 17 November 2012. Retrieved 16 November 2012.
56. ↑  "Britannia Award Honorees – Awards & Events – Los Angeles – The BAFTA site". British Academy of Film and Television Arts (BAFTA). Archived from the original on 9 November 2011. Retrieved 31 July 2012.
57. ↑  "Day-Lewis wins record third best actor Oscar". The Huffington Post. Associated Press. Archived from the original on 31 December 2013. Retrieved 25 February 2013.
58. 1 2  "Oscars 2013: do his three Oscars make Daniel Day-Lewis the greatest?". The Guardian. 27 October 2017. Archived from the original on 3 January 2018. Retrieved 2 December 2017.
59. ↑  "Oscars 2013: Daniel Day-Lewis says it is 'daft' to call him best actor ever". The Telegraph. 27 October 2017. Archived from the original on 13 December 2017. Retrieved 2 December 2017.
60. ↑  "Daniel Day-Lewis wants break from acting" بایگانی‌شده  در ۲۲ سپتامبر ۲۰۱۷ توسط Wayback Machine. NDTV. Retrieved 3 February 2014
61. ↑  Hall, Jacob (30 January 2017). "Paul Thomas Anderson's New Movie Has Begun Filming". /Film. Archived from the original on 30 January 2017. Retrieved 31 January 2017.
62. ↑  "Film star Daniel Day-Lewis retires from acting". BBC News. Archived from the original on 20 June 2017. Retrieved 21 June 2017.
63. ↑  Nyren, Erin (28 November 2017). "Daniel Day-Lewis on Retirement From Acting: 'The Impulse to Quit Took Root in Me'". Variety. Archived from the original on 22 December 2017. Retrieved 22 December 2017.
64. ↑  Dargis, Manohla; Scott, A.O. (25 November 2020). "The 25 greatest actors of the 21st century (so far)". The New York Times. Retrieved 7 January 2021.
65. ↑  Gajewski, Ryan (1 October 2024-10-01). "Daniel Day-Lewis Sets Acting Return for 'Anemone' With Son Ronan Directing". The Hollywood Reporter (به انگلیسی). Retrieved 1 October 2024. {{cite web}}: Check date values in: |date= (help)
66. 1 2  «"The enigma of Day-Lewis", The Guardian, 13 January 2008». بایگانی‌شده از روی نسخه اصلی در ۲۹ اوت ۲۰۱۷. دریافت‌شده در ۲۹ اوت ۲۰۱۷.
67. ↑  "Daniel Day-Lewis." بایگانی‌شده  در ۳۰ اوت ۲۰۱۷ توسط Wayback Machine. RottenTomatoes.com, Accessed 12 October 2008
68. ↑  «Day Lewis Given Freedom of Wicklow». بایگانی‌شده از روی نسخه اصلی در ۹ ژوئیه ۲۰۱۷. دریافت‌شده در ۱۸ اوت ۲۰۱۷.
69. ↑  Devlin, Martina. "Daniel, old chap, sure you're one of our own" بایگانی‌شده  در ۵ ژوئن ۲۰۱۳ توسط Wayback Machine Independent.ie 24 January 2008
70. ↑  "Day-Lewis heads UK Oscars charge." بایگانی‌شده  در ۳ ژانویه ۲۰۱۳ توسط Wayback Machine. BBC News. 22 January 2008
71. ↑  Sullivan, Chris (1 February 2008). "How Daniel Day-Lewis' notoriously rigorous role preparation has yielded another Oscar contender". The Independent. London. Archived from the original on 24 April 2011. Retrieved 4 July 2010.
72. ↑  «ACADEMY AWARDS ACCEPTANCE SPEECH DATABASE». oscars.org. ۲۴ فوریه ۲۰۰۸. بایگانی‌شده از روی نسخه اصلی در ۱۴ اکتبر ۲۰۱۷. دریافت‌شده در ۱۴ اکتبر ۲۰۱۷.
73. ↑  "Bristol University | News from the University | Honorary degrees". Bristol.ac.uk. 15 July 2010. Archived from the original on 12 January 2012. Retrieved 9 December 2011.
74. ↑  "Daniel Day-Lewis, 2002". Indexmagazine.com. Archived from the original on 11 December 2011. Retrieved 9 December 2011.
75. ↑  "Daniel Day-Lewis Gives Poet Dad's Work to Oxford". The New York Times.
76. ↑  "Sir Daniel Day-Lewis is to be the new Honorary President of the Poetry Archive". The Poetry Archive. Archived from the original on 16 October 2015. Retrieved 21 October 2015.
77. ↑  "THE OSCARS: Arise, Sir Daniel: Helen Mirren knights victorious Day-Lewis and Tilda Swinton seals great night for Brits" بایگانی‌شده  در ۲۹ آوریل ۲۰۱۶ توسط Wayback Machine. Daily Mail. Retrieved 20 October 2014
78. ↑  The London Gazette: (Supplement) no. 60895. p.  . 14 June 2014.
79. ↑  "Daniel Day-Lewis knighted by the Duke of Cambridge" بایگانی‌شده  در ۲۴ ژوئن ۲۰۱۷ توسط Wayback Machine. The Telegraph. Retrieved 15 November 2014
80. ↑  Hirschberg, Lynn (28 November 2017). "Exclusive: Daniel Day-Lewis Giving Up Acting Phantom Thread" (به انگلیسی). W Magazine. Archived from the original on 9 December 2018. Retrieved 7 December 2018.
81. 1 2  "Dracula (1984-1985): Stages of Half Moon" (به انگلیسی). Stages of Half Moon. Archived from the original on 9 December 2018. Retrieved 11 October 2018.
82. ↑  "British Film Institute – Top 100 British Films". cinemarealm.com. Retrieved 26 October 2017.
83. ↑  Sunday Bloody Sunday در راتن تومیتوز
84. ↑  Chicago Sun-Times, January 1, 1971. Retrieved  3 July 2018.
85. ↑  "Gandhi" (به انگلیسی). Box Office Mojo. 10 December 1982. Retrieved 22 January 2017.
86. ↑  Richard Schickel (6 December 1982). "Cinema: Triumph of a martyr [review of Gandhi, film by Richard Attenborough]". Time. 120: 97. Archived from the original on 22 January 2011. Retrieved 15 February 2021.
87. ↑  "Rotten Tomatoes, The Bounty". Rottentomatoes.com. Retrieved 2013-04-11.
88. ↑  "The Bounty". Chicago Sun-Times. Archived from the original on 18 February 2012. Retrieved 15 February 2021.
89. ↑  "Festival de Cannes: The Bounty". festival-cannes.com. Retrieved 22 June 2009.
90. ↑  My Beautiful Laundrette در راتن تومیتوز
91. ↑  Kent Film Office. "Kent Film Office A Room with a View Film Focus". Archived from the original on 2013-07-19.
92. ↑  "A Room With a View". Rotten Tomatoes. Retrieved 5 October 2017.
93. ↑  "A Room with a View Movie Review (1986)". Rogerebert.com. Retrieved 5 October 2017.
94. ↑  Nanou from Mubi.com
95. ↑  "The Unbearable Lightness of Being" at Rotten Tomatoes, 2008, webpage: RTom-Unbearable.
96. ↑  "The Unbearable Lightness of Being". The Criterion Collection.
97. ↑  Patrick, Cattrysse (1 January 1997). "The Unbearable Lightness of Being: Film Adaptation Seen From a Different Perspective". Literature/Film Quarterly. Retrieved 10 August 2013.
98. ↑  AFI|Catalog
99. ↑  "Eversmile, New Jersey (1989)". IMDb. Retrieved 2011-06-19.
100. ↑  The Irish Filmography 1896-1996; Red Mountain Press; 1996. Page 43
101. ↑  "My Left Foot – Rotten Tomatoes". Rotten Tomatoes. Retrieved 14 July 2018.
102. ↑  "My Left Foot Reviews". Metacritic. Retrieved September 10, 2018.
103. 1 2  "PHANTOM THREAD (15)". British Board of Film Classification. November 30, 2017. Retrieved December 2, 2017.
104. ↑  "The Last of the Mohicans". British Board of Film Classification. Retrieved July 21, 2015.
105. ↑  Gerald Wurm (2010-10-29). "Last of the Mohicans, The (Comparison: Theatrical Version - Director's Definitive Cut)". Movie-Censorship.com. Retrieved 2016-12-18.
106. ↑  Jackson, Laura (2013). Daniel Day-Lewis: The Biography. London: John Blake Publishing Ltd. p. 203. ISBN 978-1-85782-605-0.
107. ↑  "Age of Innocence (1993)". Rotten Tomatoes. Fandango Media. Retrieved March 21, 2018.
108. ↑  Pallister, David (19 October 1999). "An injustice that still reverberates". The Guardian. Retrieved 12 July 2011.
109. ↑  The Irish Filmography 1896-1996; Red Mountain Press; 1996. Page 59.
110. ↑  The Crucible در راتن تومیتوز
111. ↑  Victor Saul Navasky (8 September 1996). "The Demons of Salem, With Us Still". The New York Times. Retrieved 20 May 2017.
112. ↑  "Wettbewerb/In Competition". Moving Pictures, Berlinale Extra. Berlin. 11–22 February 1998. p. 12. {{cite magazine}}: Unknown parameter |style= ignored (help)
113. ↑  rottentomatoes.com
114. ↑  "Gangs of New York (2002)". Rotten Tomatoes. Fandango Media. Retrieved April 10, 2018.
115. ↑  Paul Clinton (دسامبر 19, 2002). "Review: Epic 'Gangs' Oscar-worthy effort". CNN. Archived from the original on May 3, 2007. Retrieved December 19, 2002.
116. ↑  Todd McCarthy (December 5, 2002). "Review: Gangs of New York Review". Variety. Retrieved 2002-12-05.[پیوند مرده]
117. ↑  "Gangs of New York negative reviews".
118. ↑  McCarthy, Todd (26 January 2005). "Variety's Festivals & Markets: The Ballad of Jack and Rose". Variety. Retrieved 29 November 2009.
119. ↑  Turan, Kenneth (25 March 2005). "The Ballad of Jack and Rose: Movie Review". Los Angeles Times. Archived from the original on November 10, 2008. Retrieved 29 November 2009.
120. ↑  Sarris, Andrew (December 17, 2007). "Oil, Oil Everywhere!". New York Observer.
121. ↑  Kenny, Glenn (December 13, 2007). "'There Will Be Blood'". Premiere.com. Archived from the original on December 29, 2007. Retrieved December 31, 2007.
122. ↑  Dargis, Manohla (December 26, 2007). "An American Primitive, Forged in a Crucible of Blood and Oil". The New York Times. Retrieved December 31, 2007.
123. ↑  D'Angelo, Mike (December 26, 2007). "One Fine Ham". Esquire.com. Retrieved December 31, 2007.
124. ↑  "Nine (US – DVD R1 / BD RA) in News> Releases at DVDActive". DVDActive. Archived from the original on 14 December 2018. Retrieved 2010-03-13.
125. ↑  Fischer, Russ (November 19, 2010). "Daniel Day-Lewis to Star in Steven Spielberg's Lincoln". /Film. Retrieved June 28, 2011.
126. ↑  Fischer, Russ (November 19, 2010). "Daniel Day-Lewis to Star in Steven Spielberg' Lincoln". /Film.
127. ↑  Breznican, Anthony (April 13, 2011). "Steven Spielberg's 'Lincoln' gets its Mary Todd: Sally Field". Entertainment Weekly. Retrieved June 28, 2011.
128. ↑  Kroll, Justin (June 2, 2016). "Paul Thomas Anderson, Daniel Day-Lewis Eye Reunion on 1950s Fashion Drama (EXCLUSIVE)". Variety. Penske Business Media. Retrieved June 6, 2016.
129. ↑  "Film releases". Variety Insight. Variety Media. Archived from the original on December 23, 2017. Retrieved December 23, 2017.
130. ↑  "Shoestring (1979-80)". British Film Institute. Retrieved 12 November 2015.
131. ↑  "Thank You, P.G.Wodehouse (1981)" (به انگلیسی). BFI. Retrieved 8 October 2018.
132. ↑  Artemis '81 [DVD]: Amazon.co.uk: Hywel Bennett, Sting, Roland Curram, Dan O'Herlihy, Daniel Day-Lewis, Cornelius Garrett, Mary Ellen Ray, Anthony Steel, Alastair Reid, Dav...
133. ↑   How Many Miles to Babylon? در بانک اطلاعات اینترنتی فیلم‌ها (IMDb)
134. ↑   Frost in May در بانک اطلاعات اینترنتی فیلم‌ها (IMDb)
135. ↑  "Missing or incomplete episodes for programme Play of the Month" بایگانی‌شده  در ۴ مارس ۲۰۱۶ توسط Wayback Machine, lostshows.com
136. ↑  "Before an Actor Became an 'Actor'" (به انگلیسی). The New York Times. Retrieved 8 October 2018.
137. ↑  "BFI Screenonline: Insurance Man, The (1986)" (به انگلیسی). BFI. Retrieved 8 October 2018.
138. ↑  "Production of The Recruiting Officer (1979)" (به انگلیسی). Theatricalia. Retrieved 10 October 2018.
139. ↑  "Prince of Darkness" (به انگلیسی). The Irish Times. Retrieved 10 October 2018.
140. 1 2  "Other Works of Daniel Day-Lewis" (به انگلیسی). IMDB. Retrieved 11 October 2018.
141. ↑  "Daniel Day-Lewis - Bristol Old Vic Theatre School" (به انگلیسی). Bristol Old Vic Theatre School. Retrieved 11 October 2018.
142. ↑  "Daniel Day-Lewis - Biography". TalkTalk. Archived from the original on 16 October 2015. Retrieved 26 February 2006.
143. ↑  "Production of Oh! What A Lovely War!" (به انگلیسی). Theatricalia. Archived from the original on 14 December 2018. Retrieved 11 October 2018.
144. 1 2  "Roger Allam: how Sheila Hancock gave me a Dream gig with the RSC" (به انگلیسی). The Guardian. Retrieved 11 October 2018.
145. ↑  "Actor from the Shadows" (به انگلیسی). The New Yorker. Retrieved 11 October 2018.
146. ↑  "Dracula (1984-1985): Stages of Half Moon" (به انگلیسی). Stages of Half Moon. Retrieved 11 October 2018.
147. ↑  "Julian Mitchell on Another Country: 'I based it on my fury and anger and I wrote it fast and it flowed'" (به انگلیسی). The Spectator. Retrieved 11 October 2018.
148. ↑  "If Daniel Day-Lewis is really done acting, is it any surprise he did it on his own terms?" (به انگلیسی). Chicago Tribune. Retrieved 11 October 2018.
149. ↑  "Did Daniel Day-Lewis see his father's ghost as Hamlet? That is the question …" (به انگلیسی). The Guardian. Retrieved 11 October 2018.
150. ↑  "The Ballad of Jack and Rose (2005) Original Motion Picture Soundtrack". Various Artists (به انگلیسی). IMDB. Retrieved 13 October 2018.
151. ↑  "NINE Original Motion Picture Soundtrack". Various Artists (به انگلیسی). Amazon. 21 December 2009. Retrieved 13 October 2018.